# Milan Glaser
Milan Glaser (* 11. června 1962 v Jablonci nad Nisou) je český katolický kněz, jezuita, novinář a překladatel. Mezi lety 2006 a 2020 byl vedoucím České sekce Radia Vatikán. Překládal především náboženské texty a církevní dokumenty z italštiny.